# C21orf140
C21orf140 (англ. Uncharacterized protein C21orf140) – білок, який кодується однойменним геном, розташованим у людей на довгому плечі 21-ї хромосоми. Довжина поліпептидного ланцюга білка становить 251 амінокислот, а молекулярна маса — 29 214.
| 10         |  | 20         |  | 30         |  | 40         |  | 50         |
| ---------- |  | ---------- |  | ---------- |  | ---------- |  | ---------- |
| MPRFASPLLR |  | NVIIRSQFDG |  | IKRKQCLQYL |  | KTLRTLQYDG |  | FKTVYFGETN |
| IPESLVTGED |  | ISDGYFIQTP |  | TWCIVHAAGS |  | QGWVPWKYRV |  | FLRDELCIKQ |
| EDSLFSEFCD |  | VVRKAYGKCV |  | IVVKERRQQE |  | EQRPKEDREA |  | EGQFYIPTVI |
| SLASIMCCPE |  | VAKSCGHELL |  | SLPSPCNYLN |  | PLDSAWSSLK |  | WFIINNRNEF |
| CLQSIDSGYS |  | YQCILFSNLI |  | SKGIERINAS |  | KWRTLTSKVR |  | RWENYYLGKF |
| S          |  |            |  |            |  |            |  |            |

A: Аланін

C: Цистеїн

D: Аспарагінова кислота

E: Глутамінова кислота

F: Фенілаланін

G: Гліцин

H: Гістидин

I: Ізолейцин

K: Лізин

L: Лейцин

M: Метіонін

N: Аспарагін

P: Пролін

Q: Глутамін

R: Аргінін

S: Серин

T: Треонін

V: Валін

W: Триптофан